# Израильско-перуанские отношения
Израильско-перуанские отношения — международные двусторонние дипломатические и иные отношения между Израилем и Перу. Страны установили дип. отношения в 1957 году. У Израиля есть посольство в Лиме, у Перу — посольство в Тель-Авиве.

## История
Сефардские купцы поселились в Перу более века назад. Евреи жили в Икитосе в то время, как в конце XIX века разразилась Каучуковая лихорадка. В 1998 году Израиль и Перу согласились на переговоры о создании свободной торговли между двумя странами.
Во время разрушительных землетрясений, которые поразили Перу (1970, 2005, 2007), Израиль был первой страной, которая послала помощь. Израиль направил подразделение поисково-спасательных подразделений Группы 669 Армии обороны Израиля вместе с членами медицинского корпуса АОИ, которые создали полевой госпиталь.
В 2001 году Элиан Карп, бывшая израильтянка, стала Первой леди Перу.
В 2011 году бывший начальник штаба вооруженных сил Перу генерал Франсиско Контрерас сказал: «Нам определенно нужно беспокоиться о растущем присутствии Ирана в Южной Америке. Похоже, что иранские организации оказывают поддержку другим террористическим организациям и что они сотрудничают друг с другом. Есть что-то странное в отношениях Чавеса с Ираном, равно как и присутствие министра обороны Ирана в Боливии во время его недавнего визита». По словам Контрераса, такие страны, как Израиль и Перу, должны активизировать сотрудничество в борьбе с растущей террористической угрозой.
После признания президентом США Дональдом Трампом Иерусалима столицей Израиля, депутаты перуанского парламента подписали петицию к правительству с призывом перенести посольство из Тель-Авива в Иерусалим.

## Торговое и военное сотрудничество
Объем двусторонней торговли составил $37 млн в 1997 году. Товаров на $31 млн экспортируются из Израиля в Перу. Израильский экспорт в Перу вырос на 71,5 % в первом квартале 1998 года по сравнению с таким же периодом прошлого года. Израильский экспорт состоит из станков и пластмасс. Израиль импортирует из Перу продукты питания, напитки и табак.
История оборонных связей Израиля с Перу уходит в прошлое на несколько десятилетий и в последние годы включает продажу противотанковой ракеты Spike концерна «Rafael» перуанской армии, а также израильских беспилотнокив перуанским ВВС. В 2009 году правительство Перу подписало контракт на $9 млн с «Global CST», оборонно-консалтинговой фирмой из Петах-Тиквы, которой руководит бывший генерал АОИ Исраэль Зив. Перуанский генерал Контрерас заявил, что решил нанять компанию Зива для помощи в тренировке военных в борьбе с террористами из маоистской организации «Сендеро Луминосо».
По словам Контрераса, компания Зива сосредоточилась на подготовке элитных сил для специальных контр-террористических операций, укреплении перуанских разведывательных сетей и оказании помощи силам безопасности в совместной работе по убийству или захвату членов «Сендеро Луминосо». Контрерас сказал, что, несмотря на давление со стороны США не нанимать частную компанию, сочетание помощи со стороны военных США и компании Зива переломило ход войны в Перу с террором, и что «это сочетание принесло серьезные изменения, и наши военные стали больше наступать и вступать бой с террористами, вместо того, чтобы всегда быть в обороне».
В мае 2013 года министр сельского хозяйства Перу Милтон фон Гессе провел переговоры со своим израильским коллегой Яиром Шамиром по укреплению сотрудничества в сельском хозяйстве и реализации проектов. Фон Хессе сказал, что Израиль разработал современную сельскохозяйственную технологию для решения проблем, вызванных пустынями, и Перу стремится извлечь уроки из опыта израильтян и, следовательно, добиться эффективного управления водными ресурсами в засушливых районах.